# Don Diamont
Don Diamont, all'anagrafe Donald Feinberg (New York, 31 dicembre 1962), è un attore ed ex modello statunitense, che lavora principalmente nel mondo delle soap opera, noto per il ruolo di Brad Carlton in Febbre d'amore e attualmente per quello di Bill Spencer Jr in Beautiful.

## Biografia
Nato a New York, figlio di Judy e Albert Feinberg. Della famiglia facevano parte le due sorelle Elena e Bette, quest'ultima è deceduta, e un fratello, Jack, morto nel 1990 per un cancro al cervello. Inizia la carriera lavorando come modello; dietro suggerimento del suo agente, assume il cognome da nubile della madre, ritenuto suonasse meglio.

### Carriera
Dopo diversi anni in cui Diamont ha lavorato come modello di successo, nel 1984 inizia la sua carriera da attore, partecipando alla soap opera Il tempo della nostra vita nel ruolo di Carlo Forenza. Ha lavorato nella soap opera per un anno, per poi intraprendere un nuovo ruolo in un'altra soap opera, infatti nel 1985 entra a far parte del cast di    Febbre d'amore, dove interpreta il ruolo di Brad Carlton, ex giardiniere che nel corso delle puntate diventa un ricco ed opportunista uomo d'affari. Ricopre il ruolo di Brad dal 1985 al 1996, anno in cui lascia la soap, ma rientra nel cast di Febbre d'amore nel 1998 rimanendovi fino al 2009, anno in cui il suo personaggio esce definitivamente dalla soap opera.
Ha fatto il suo debutto cinematografico nel 1992 in Bolle magiche con George Clooney.
Parallelamente al suo longevo ruolo in Febbre d'amore, Diamont recita nel film del 1994 Detective Shame: indagine ad alto rischio, nel 1998 è protagonista del film televisivo Marco Polo, dove interpreta l'esploratore veneziano, inoltre partecipa ad alcuni episodi di telefilm come Un detective in corsia e Baywatch. Nel 2003 ottiene un piccolo ruolo in Terapia d'urto, con Jack Nicholson ed Adam Sandler.
Nei primi mesi del 2009 il personaggio di Brad Carlton viene ucciso e Diamont esce definitivamente dal cast della soap opera che lo rese celebre, ma pochi mesi dopo che nel cast di Beautiful nel ruolo di Bill Spencer Jr.. Diamont aveva già lavorato anni prima in Beautiful, ricoprendo anche il ruolo di Brad Carlton.
Dopo l'uscita di scena di Ronn Moss (Ridge) nella soap, avvenuta nel mese di agosto 2012, il protagonista maschile di Beautiful è ufficialmente Don Diamont e quindi il suo ruolo di Bill Spencer.
Nel 1990 è stato inserito nella lista dei 50 uomini più belli del mondo stilata dalla rivista People, primo attore da daytime ad avere questo onore. È apparso due volte sulla copertina della rivista Playgirl, nel 1988 e nel 1995, inoltre nel 2006 è stato votato il divo più sexy delle soap opera.
Nel 2018 prende parte al cast di concorrenti del talent show condotto da Milly Carlucci, Ballando con le stelle in onda su Rai Uno.

### Vita privata

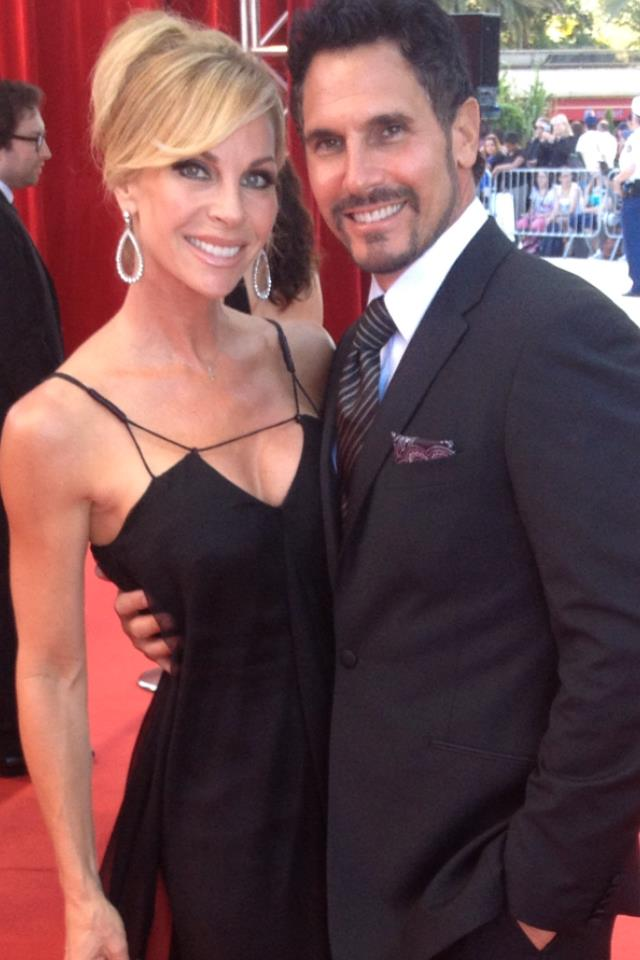
Don Diamont con la moglie Cindy Ambuehl.

Durante gli anni in cui lavorava ne Il tempo della nostra vita è stato brevemente legato sentimentalmente con l'attrice Gloria Loring, dodici anni più grande di lui. Il 5 marzo 1994 sposa la designer Rachel Braun, la coppia ha quattro figli, Lauren (nata nel 1988), Sasha (1991), Alexander (1995) e Luca (2000). Nel 2002 Diamont e la moglie divorziano.
Nel 2003 diventa padre di due gemelli, Anton e Davis, avuti dalla seconda moglie Cindy Ambuehl.
Dopo che la nipote si ammalò di sclerosi multipla, l'attore divenne attivo nella raccolta fondi per la ricerca medica, venendo in seguito eletto "Ambasciatore dell'anno" per il suo contributo.

## Filmografia parziale

### Cinema
- Bolle magiche (The Magic Bubble), (1992)
- Detective Shane: indagine ad alto rischio (A Lown Down Dirty Shane), (1994)
- O.P. Center, (1995)
- Una famiglia da salvare (Country Justice), (1996)
- Marco Polo (The Incredible Adventures of Marco Polo), (1998)
- Assedio alla Casa Bianca (Loyal Opposition: Terror in the White House), (1998)
- Terapia d'urto (Anger Management), (2003)

### Televisione
- Il tempo della nostra vita (Days of Our Lives), (1984)
- Professione pericolo (The Fall Guy), (1985)
- Febbre d'amore (The Young and the Restless), (1985-1996, 1998-2009)
- La legge di Burke (Burke's Law), (1994)
- Alta marea (High Tide), (1997)
- Un detective in corsia (Diagnosis Murder), (1997)
- Baywatch, (1998-1999)
- Beautiful (The Bold and the Beautiful), (2009-in corso)

## Doppiatori italiani
Nelle versioni in italiano dei suoi film, Don Diamont è stato doppiato da:
- Andrea Ward in Un detective in corsia
- Marco Mete in Febbre d'amore
- Fabio Boccanera in Beautiful